# Партеније Лампсакијски
Свети Партеније је хришћански светитељ. Био је епископ лампсакијски.
Био је син ђакона из града Мелитопоља. Још као дете добро памтио речи Јеванђеља, и трудио се да их испуни. Насели се украј једног језера где је ловио рибу, продавао и делио сиромасима. По Божјем промислу би изабран за епископа лампсакијског. Очисти град од незнабоштва, храмове идолопоклоничке затвори, многе цркве сагради и благочешће утврди. Молитвом лечаше сваку болест, а нарочито силан беше над злим дусима. Једном када хтеде изагнати злог духа из неког лудог човека, мољаше га зли дух да га не изгони. „Даћу ти ја другог човека, у кога можеш ући и у њему обитавати“, рече му Партеније. Упита зли дух: „Ко је тај човек?“ „Ја сам тај човек“, одговори му светитељ, „уђи и обитавај у мени“! Чувши то, зли дух побеже као огњем опаљен, вичући: „Како бих ја могао ући у дом Божји?“! Дуго поживе свети Партеније и показа на делу своју обилну љубав према Богу и људима. Преселио се у вечни покој Христов у IV веку.
Српска православна црква слави га 7. фебруара по црквеном, а 20. фебруара по грегоријанском календару.